# Александровка (Гомельский район)
Алекса́ндровка (бел. Алякса́ндраўка) — деревня в Урицком сельсовете Гомельского района Гомельской области Беларуси.

## География

### Расположение
В 16 км на запад от Гомеля, 19 км от железнодорожной станции Гомель.

### Гидрография
На востоке мелиоративный канал, соединённый с рекой Беличанка (приток реки Уза).

## Транспортная сеть
Транспортные связи по просёлочной, затем автомобильной дороге Жлобин — Гомель. Планировка состоит из короткой прямолинейной улицы, ориентированной с юго-востока на северо-запад и застроенной двусторонне деревянными домами усадебного типа.

## История
По письменным источникам известна с XIX века как село в Телешовской волости Гомельского уезда Могилёвской губернии. В 1909 году 240 десятин земли. В 1926 году в Старобелицком сельсовете Уваровичского района Гомельского округа. В 1931 году жители вступили в колхоз. Во время Великой Отечественной войны, 28 сентября 1943 года освобождена от немецкой оккупации. 11 жителей погибли на фронте. В 1959 году в составе колхоза имени М. С. Урицкого (центр — деревня Урицкое).
До 31 октября 2006 года в составе Старобелицкого сельсовета.

## Население

### Численность
- 2004 год — 7 хозяйств, 11 жителей.

### Динамика
- 1897 год — 21 двор, 154 жителя (согласно переписи).
- 1909 год — 25 дворов.
- 1926 год — 26 дворов.
- 1959 год — 83 жителя (согласно переписи).
- 2004 год — 7 хозяйств, 11 жителей.